# Tour de França de 1991
El 78è Tour de França es disputà del 6 de juliol al 28 de juliol del 1991 sobre un recorregut de 22 etapes i amb un total de 3.914 km que es cobriren a una velocitat mitjana de 38,747 km/h. La cursa començà a Lió i acabà a París, al clàssic final dels Camps Elisis.
Entre els favorits per adjudicar-se la ronda gal·la es trobaven corredors com Greg LeMond, Laurent Fignon, Pedro Delgado o Erik Breukink.
La 1a etapa constà de dues parts, una etapa en línia al matí i, tres hores després de la finalització d'aquesta, una contrarellotge per equips de 36 km. Això dugué certa polèmica i alguns corredors, com Stephen Roche, foren desqualificats. En finalitzar el dia, el danès Rolf Sörensen era el nou líder del Tour de França. Tanmateix, perdria el mallot groc en abandonar a la 5a etapa amb la clavícula trencada a causa d'una caiguda.
A la 6a etapa, entre Arràs i Le Havre, es produí una de les escapades més llargues en la història del Tour, protagonitzada per Thierry Marie, que recorregué en solitari 234 km, per acabar guanyant una merescuda etapa.
No fou fins a la 8a etapa, contrarellotge individual de 73 km, en què començaren a seleccionar-se els candidats reals a la victòria final. Fou la primera victoria de Miguel Indurain en aquell Tour i la confirmació que era un expert en la lluita individual contra el cronòmetre, superant el nord-americà Greg LeMond per vuit segons. Després de l'etapa, Pedro Delgado perdia més de dos minuts amb el nou líder: LeMond.
L'etapa següent suposà la primera victòria d'un corredor brasiler al Tour de França, en imposar-se Mauro Ribeiro a Rennes. Dos dies després, l'equip PDM al complet abandonaria la competició a causa d'una intoxicació alimentària.
La 12a etapa travessava la frontera i finalitzava a la localitat espanyola de Jaca. Una llarga escapada dels francesos Luc Leblanc i Charly Mottet, en companyia del suís Pascal Richard, suposaria un canvi de líder, en favor del jove Leblanc, després de superar el grup de favorits per més de 6 minuts. Però l'etapa decisiva seria la 13a, amb final inèdit a Val-Louron. Miguel Indurain s'escapà al descens del Tourmalet i, juntament amb Claudio Chiappucci, que se li uniria més tard, protagonitzaren una escapada que acabà amb la victòria d'aquest últim i amb el navarrès vestit de groc. Gianni Bugno perdia una mica més d'un minut a la línia d'arribada, mentre que Greg LeMond arribaria a més de set minuts. Pedro Delgado, perdut a la general aleshores, es convertiria en un gregari de luxe per Indurain.
Després d'unes etapes molt mogudes a través del Massís Central, arribà la 17a etapa, amb final a l'Aup d'Uès. Miguel Indurain entrà segon, a roda de l'italià Gianni Bugno, que venceria al mític cim.
A la sortida dels Alps, Indurain comptava ja amb un còmode avantatge sobre els seus rivals i encara quedava l'última contrarellotge, de 57 km, en la que venceria de nou el corredor espanyol.
A l'última etapa, amb final als Camps Elisis, l'uzbek Djamolidine Abdoujaparov protagonitzà una espectacular caiguda que el privà de la victòria, que seria pel corredor rus Dmitri Kónixev. Tanmateix, això no evità el seu triomf a la classificació dels punts.
1991 fou l'any del naixement com campió de Miguel Indurain, així com la confirmació de corredors com Gianni Bugno i Claudio Chiappucci, que l'acompanyaren al podi de París.

## Classificacions

### Classificació general
| Classificació General | Classificació General    | Classificació General | Classificació General |
| Pos.                  | Ciclista                 | Equip                 | Temps                 |
| --------------------- | ------------------------ | --------------------- | --------------------- |
| 1.                    | Miguel Indurain (ESP)    | BAN                   | 101h 01' 20"          |
| 2.                    | Gianni Bugno (ITA)       | GAT                   | + 3' 36"              |
| 3.                    | Claudio Chiappucci (ITA) | CAR                   | + 5' 56"              |
| 4.                    | Charly Mottet (FRA)      | RMO                   | + 7' 37"              |
| 5.                    | Luc Leblanc (FRA)        | CAS                   | + 10' 10"             |
| 6.                    | Laurent Fignon (FRA)     | CAS                   | + 11' 27"             |
| 7.                    | Greg LeMond (EUA)        | Z                     | + 13' 13"             |
| 8.                    | Andrew Hampsten (EUA)    | MOT                   | + 13' 40"             |
| 9.                    | Pedro Delgado (ESP)      | BAN                   | + 20' 10"             |
| 10.                   | Gérard Rué (FRA)         | HEL                   | + 20' 13"             |

### Classificació per punts
| 1r | Djamolidine Abdoujaparov (URS) | CAR | 316 pts |
| 2n | Laurent Jalabert (FRA)         | TOS | 263 pts |
| 3r | Olaf Ludwig (ALE)              | PAN | 175 pts |

### Classificació de la Muntanya
| 1r | Claudio Chiappucci (ITA)  | CAR | 312 pts |
| 2n | Thierry Claveyrolat (FRA) | RMO | 277 pts |
| 3r | Luc Leblanc (FRA)         | CAS | 164 pts |

### Classificació dels joves
| 1. | Álvaro Mejía (COL)    | RYA | 101h 35' 12s |
| 2. | Gerrit de Vries (PBA) | BUC | + 20' 55"    |
| 3. | Dominik Krieger (ALE) | HEL | + 55' 29"    |

### Classificació per equips
| 1r | Banesto (ESP)               |
| 2n | Castorama (FRA)             |
| 3r | RMO - Mavic - Liberia (FRA) |

## Etapes
| Etapa | Data         | Recorregut                  | km    | Guanyador etapa                | Líder                 |
| Pr.   | 6 de juliol  | Lió - Lió                   | 5,4   | Thierry Marie (FRA)            | Thierry Marie (FRA)   |
| 1a    | 7 de juliol  | Lió- Lió                    | 114,5 | Djamolidine Abdoujaparov (URS) | Greg LeMond (EUA)     |
| 2a    | 8 de juliol  | Bron - Chassieu             | 36,5  | Ceramiche Ariostea (ITA)       | Rolf Sörensen (DIN)   |
| 3a    | 9 de juliol  | Villeurbanne - Dijon        | 210,5 | Étienne de Wilde (BEL)         | Rolf Sörensen (DIN)   |
| 4a    | 10 de juliol | Dijon - Reims               | 286   | Djamolidine Abdoujaparov (URS) | Rolf Sörensen (DIN)   |
| 5a    | 11 de juliol | Reims - Valenciennes        | 149,5 | Jelle Nijdam (PBA)             | Rolf Sörensen (DIN)   |
| 6a    | 12 de juliol | Arràs - Le Havre            | 259   | Thierry Marie (FRA)            | Thierry Marie (FRA)   |
| 7a    | 13 de juliol | Le Havre - Argentan         | 196,5 | Jean Paul van Poppel (PBA)     | Thierry Marie (FRA)   |
| 8a    | 14 de juliol | Argentan - Alençon          | 73    | Miguel Indurain (ESP)          | Greg LeMond (EUA)     |
| 9a    | 15 de juliol | Alençon - Rennes            | 161   | Mauro Ribeiro (BRA)            | Greg LeMond (EUA)     |
| 10a   | 16 de juliol | Rennes - Quimper            | 207,5 | Phil Anderson (AUS)            | Greg LeMond (EUA)     |
| 11a   | 17 de juliol | Quimper - Saint-Herblain    | 246   | Charly Mottet (FRA)            | Greg LeMond (EUA)     |
| 12a   | 18 de juliol | Pau - Jaca                  | 192   | Charly Mottet (FRA)            | Luc Leblanc (FRA)     |
| 13a   | 19 de juliol | Jaca - Val Louron           | 232   | Claudio Chiappucci (ITA)       | Miguel Indurain (ESP) |
| 14a   | 20 de juliol | Sent Gaudenç - Castres      | 172,5 | Bruno Cenghialta (ITA)         | Miguel Indurain (ESP) |
| 15a   | 21 de juliol | Albi - Alès                 | 235   | Moreno Argentin (ITA)          | Miguel Indurain (ESP) |
| 16a   | 22 de juliol | Alès - Gap                  | 215   | Marco Lietti (ITA)             | Miguel Indurain (ESP) |
| 17a   | 23 de juliol | Gap - Aup d'Uès             | 125   | Gianni Bugno (ITA)             | Miguel Indurain (ESP) |
| 18a   | 24 de juliol | Le Bourg-d'Oisans - Morzine | 255   | Thierry Claveyrolat (FRA)      | Miguel Indurain (ESP) |
| 19a   | 25 de juliol | Morzine - Aix-les-Bains     | 177   | Dmitri Kónixev (URS)           | Miguel Indurain (ESP) |
| 20a   | 26 de juliol | Aix-les-Bains - Mâcon       | 160   | Viatxeslav Iekímov (URS)       | Miguel Indurain (ESP) |
| 21a   | 27 de juliol | Lugny - Mâcon               | 57    | Miguel Indurain (ESP)          | Miguel Indurain (ESP) |
| 22a   | 28 de juliol | Melun - París               | 178   | Dmitri Kónixev (URS)           | Miguel Indurain (ESP) |